# Acid rock
L'acid rock è un sottogenere del rock psichedelico, sviluppato negli Stati Uniti alla fine degli anni sessanta.
Il termine "acid" farebbe riferimento sia all'LSD, sostanza all'epoca assunta da molti musicisti di questo genere, sia al tipo di musica. Si trattava infatti di uno stile molto rumoroso, suonato a volumi altissimi e molto euforico. Tra gli artisti più noti della corrente, si possono citare Jimi Hendrix, Steppenwolf, Blue Cheer, Iron Butterfly, The Doors.

## Storia
L'acid rock fu un termine generalmente applicato ai gruppi psychedelic rock che presentavano sonorità più potenti ed energiche, e che si svilupparono a partire dalla seconda metà degli anni sessanta negli Stati Uniti evolvendo dal garage rock. Gli esponenti di questa corrente traevano ispirazione dalle esagerate improvvisazioni blues dei Cream e di Jimi Hendrix, utilizzando chitarre distorte, testi fantasiosi, atmosfere lisergiche ed eteree (spesso legate all'uso di droghe) unite a lunghe jam session. Questo genere trovò una propria identità che lo distingueva dalla psichedelia di stampo britannico, grazie alla chitarra pirotecnica in risalto e l'uso tagliente di tastiera e organo (soprattutto utilizzato dai The Doors e dagli Iron Butterfly). L'acid rock tuttavia ebbe breve vita, evolvendosi e implodendo all'interno della scena psychedelic rock. Si ritiene che l'acid rock fu una delle correnti che ispirarono maggiormente la musica heavy metal; nel tardo 1968, quando la scena rock iniziò ad orientarsi su sonorità più leggere e rétro, quei gruppi che sopravvissero al declino dell'acid, cominciarono a tramutarsi nelle prime heavy metal band. Infatti formazioni acid rock come Blue Cheer, The Amboy Dukes, Iron Butterfly o Steppenwolf vennero in seguito definiti come proto-metal, poiché venne riconosciuto loro il merito di aver anticipato il suono heavy metal.